# Неврінча
Неврінча (рум. Nevrincea) — село у повіті Тіміш в Румунії. Входить до складу комуни Бетгаузен.
Село розташоване на відстані 359 км на північний захід від Бухареста, 54 км на схід від Тімішоари.

## Населення
За даними перепису населення 2002 року у селі проживали 239 осіб.
Національний склад населення села:
| Національність | Кількість осіб | Відсоток |
| -------------- | -------------- | -------- |
| румуни         | 201            | 84,1%    |
| українці       | 21             | 8,8%     |
| угорці         | 17             | 7,1%     |

Рідною мовою назвали:
| Мова       | Кількість осіб | Відсоток |
| ---------- | -------------- | -------- |
| румунська  | 201            | 84,1%    |
| українська | 21             | 8,8%     |
| угорська   | 17             | 7,1%     |